# Кіш охорони державного майна
Кіш охорони державного майна  (повна назва — Кіш охорони державного майна при Міністерстві продовольства Української Народної Республіки) — військова формація Української Народної Республіки.
Кіш було сформовано у Вінниці в середині лютого 1919 р. Миколою Чеботарівим, який був беззмінним його отаманом. Особовий склад кошу набрано шляхом вільного найму з мешканців навколишніх сіл.
Головною причиною утворення підрозділу стали постійні напади селян на державні транспортні засоби, що перевозили цукор до Галичини. Загальним призначенням кошу була охорона державного майна.
Отаман кошу полковник Микола Чеботарів підпорядковувався безпосередньо міністру продовольства УНР Михайлу Тимофєєву.
З відходом фронту на захід наприкінці квітня 1919 р. кіш було розформовано. Близько двох сотень козаків були демобілізовані, інші кілька сотень козаків і старшин разом із М.Чеботарівим стали основою контррозвідчої частини Розвідувального відділу Штабу Дієвої Армії УНР.